# 天津市新闻出版局
天津市新闻出版局是中华人民共和国天津市人民政府主管天津市新闻出版和版权工作的直属机构。

## 内设机构
- 办公室
- 政策法规研究室
- 图书音像电子出版管理处
- 报纸期刊管理处
- 印刷业管理处
- 书报刊电子出版物市场管理处
- 版权管理处
- 人事教育处
- 计划财务处
- 审计处
- 组织部
- 宣传部
- 老干部处
- 纪检监察室
- 局工会
- 团委
- 出版物市场稽查队
- 机关党委[1]